# Opel Corsa B
 (mai 2025).
L'Opel Corsa B est une automobile produite par Opel de 1993 à 2000. Il s'agit de la seconde génération de l'Opel Corsa depuis 1982.

## Présentation
La Corsa B est une berline de petite taille présentée en deux versions : 3 et 5 portes. La gamme comprenait plusieurs motorisations. 
Le plus puissant des groupes motopropulseurs est celui équipant la version GSi, avec une cylindrée de 1 598 cm3 et une culasse 4 soupapes, qui permettaient d'atteindre une vitesse de pointe de 195 km/h et de réaliser le 0 à 100 km/h en 9,5s.
Propulsée par une gamme de moteurs presque identiques, la Corsa 5 portes comportait un empattement plus important, ce qui permettait de disposer d'un volume de coffre de 260 dm3 (pour la 3 portes), contre 283 dm3 pour la version 5 portes.
Le lifting de 1997 a vu l'introduction d'un moteur 3 cylindres de 1,0 litre et de versions Diesel turbocompressées. Le plus petit moteur de 1,0 litre à 4 soupapes et culasse de 1,0 litre développe une puissance de 50 ch à 5 600 tr/min, et d'un couple maximum de 82 N.m à 2 800 tr/min. Ainsi, le véhicule de 842 kg pouvait atteindre une vitesse de pointe de 150 km/h. La gamme de moteurs est restée la même au cours de la commercialisation du véhicule, avec cependant l'introduction de nouveaux niveaux d'équipement tels que les moteurs 1.4 i 16 V Strada et Onyx. Comme pour les moteurs Diesel, les 1,7 litre sont restés atmosphériques tandis que les 1,5 litre ont été équipés de turbocompresseurs pour une puissance accrue.
En 2000, la Corsa B est remplacée par la Corsa C.

## Motorisations
1 litre essence DOHC (X10XE)
- 3 cylindres en ligne, double arbre à cames en tête (12 soupapes, 4 soupapes par cylindre), 55ch.
- Injection multipoint BOSCH.

1,2 litre essence DOHC (X12XE)
- 4 cylindres en ligne, double arbre à cames en tête (16 soupapes, 4 soupapes par cylindre), 65ch.
- Injection multipoint BOSCH.
- Identique au X10XE à l’exception du cylindre supplémentaire.

1,2 litre essence OHC (12NZ)
- 4 cylindres en ligne, à arbre à cames en tête (8 soupapes), injection mono-point, de 33 kW (45 ch)

1,4 litre essence (14NV, C14NZ, C14SE) + (X14SZ)
- 4 cylindres en ligne, à simple arbre à cames en tête (8 soupapes) - Boite de vitesse : F10-F13-F15-F17
  - 14NV: alimentation par carburateur Pierburg 2E3. 53 kW (70 ch) à 5 600 tr/min
  - C14NZ: alimentation par injection centrale Multec avec tete d'allumeur. 44 kW (60 ch) à 5 800 tr/min
  - 14SE: alimentation par injection multipoint Multec. 60 kW (82 ch) à 5 800 tr/min
  - X14SZ: alimentation par injection Multec monopoint avec Vanne EGR et bobine d'allumage.
  - X14XE: alimentation par injection multipoint Multec. 90 ch

1,6 litre essence (E16SE, C16SE)
- 4 cylindres en ligne, à simple arbre à cames en tête (8 soupapes)
  - E16SE: alimentation par injection multipoint Jetronic. 50 kW (68 ch) à 5 600 tr/min
  - C16SE: (Allemagne) alimentation par injection multipoint Multec. 74 kW (100 ch) à 5 600 tr/min

moteur 16 soupapes double arbre à cames en tête
- - C16xe : (Allemagne) alimentation par injection multipoint Multec. 80 kW (109 ch)

1,5 litre diesel
- 4 cylindres en ligne, à simple arbre à cames en tête (8 soupapes) origine ISUZU
  - alimentation par injection indirecte, avec ou sans turbocompresseur avec intercooler. 49 kW (67 ch) à 4 600 tr/min (50ch sans turbo)

1,7 litre diesel
- 4 cylindres en ligne, à simple arbre à cames en tête (8 soupapes) origine ISUZU
  - alimentation par injection indirecte, atmosphérique. 44 kW (60 ch) à 4 400 tr/min

## Galerie

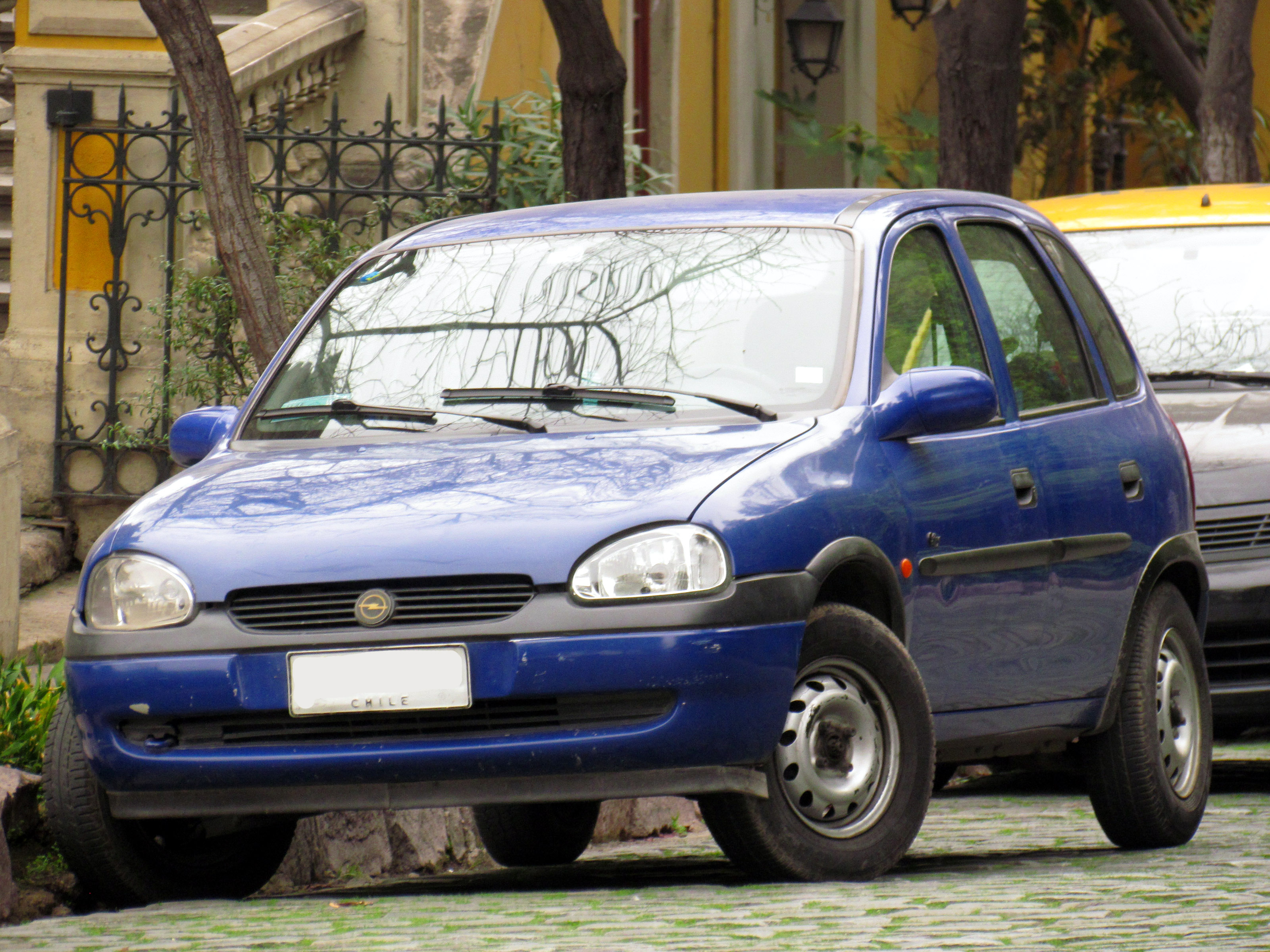
Opel Corsa B 5 portes
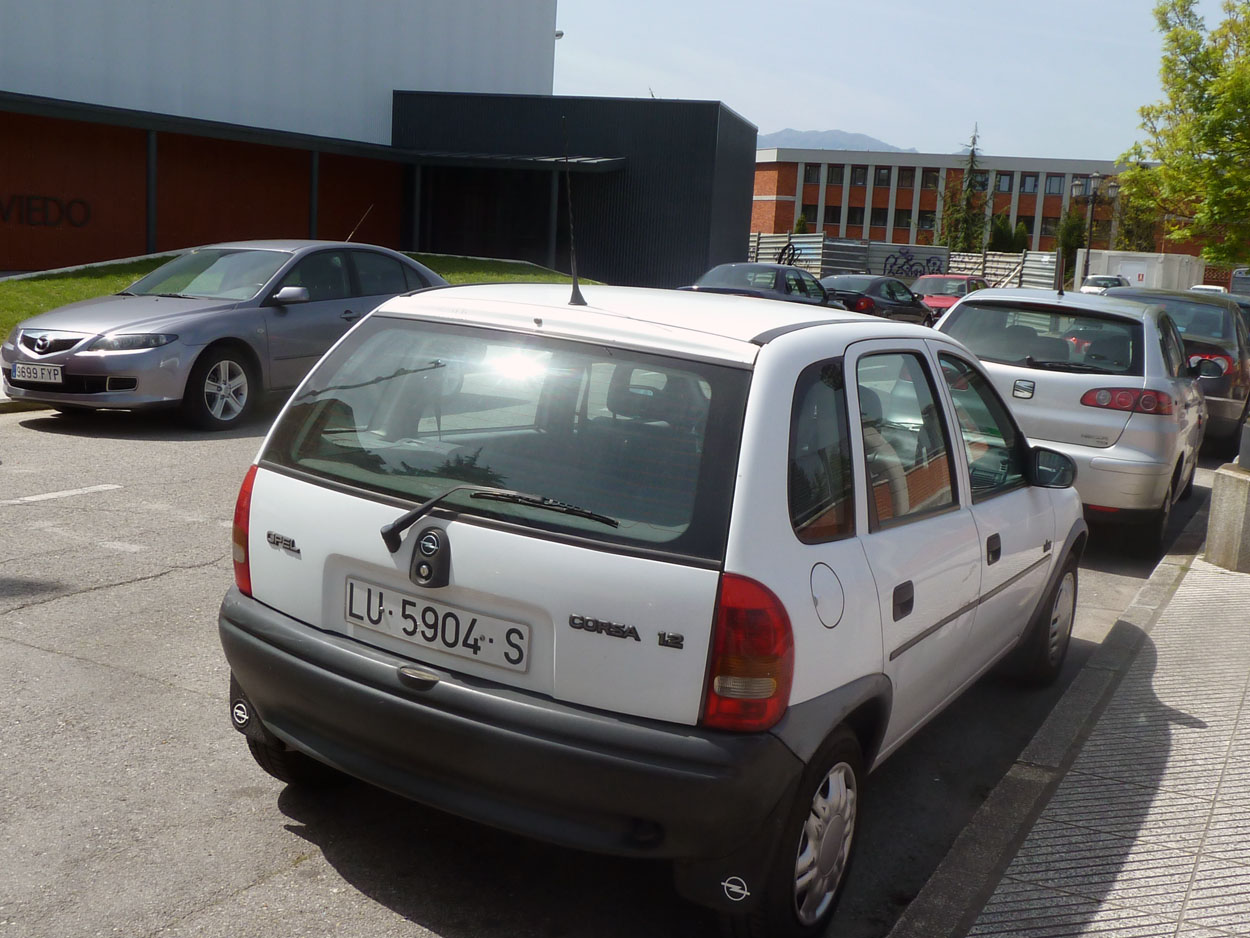
Opel Corsa B 5 portes
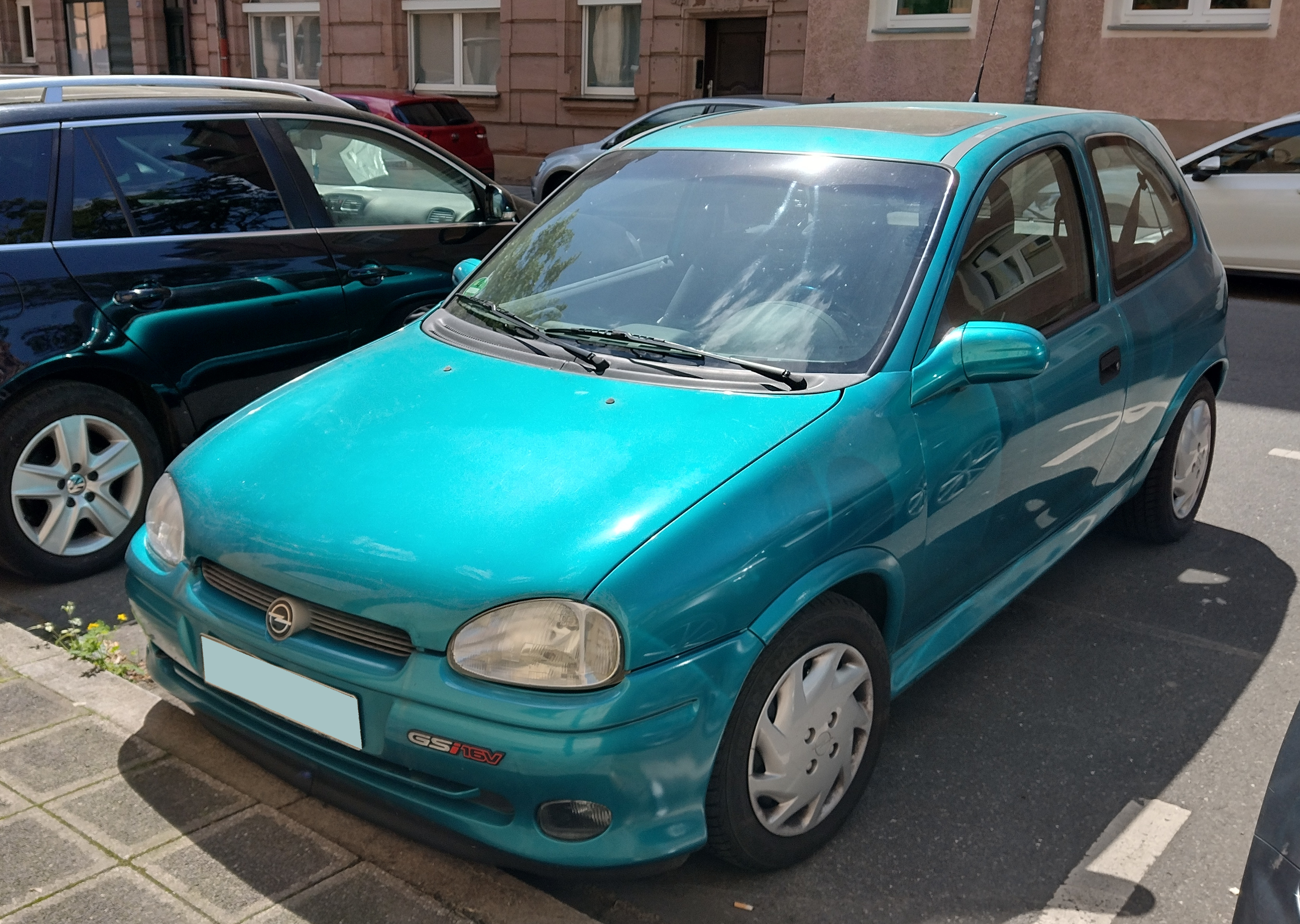
Opel Corsa B GSi 16V
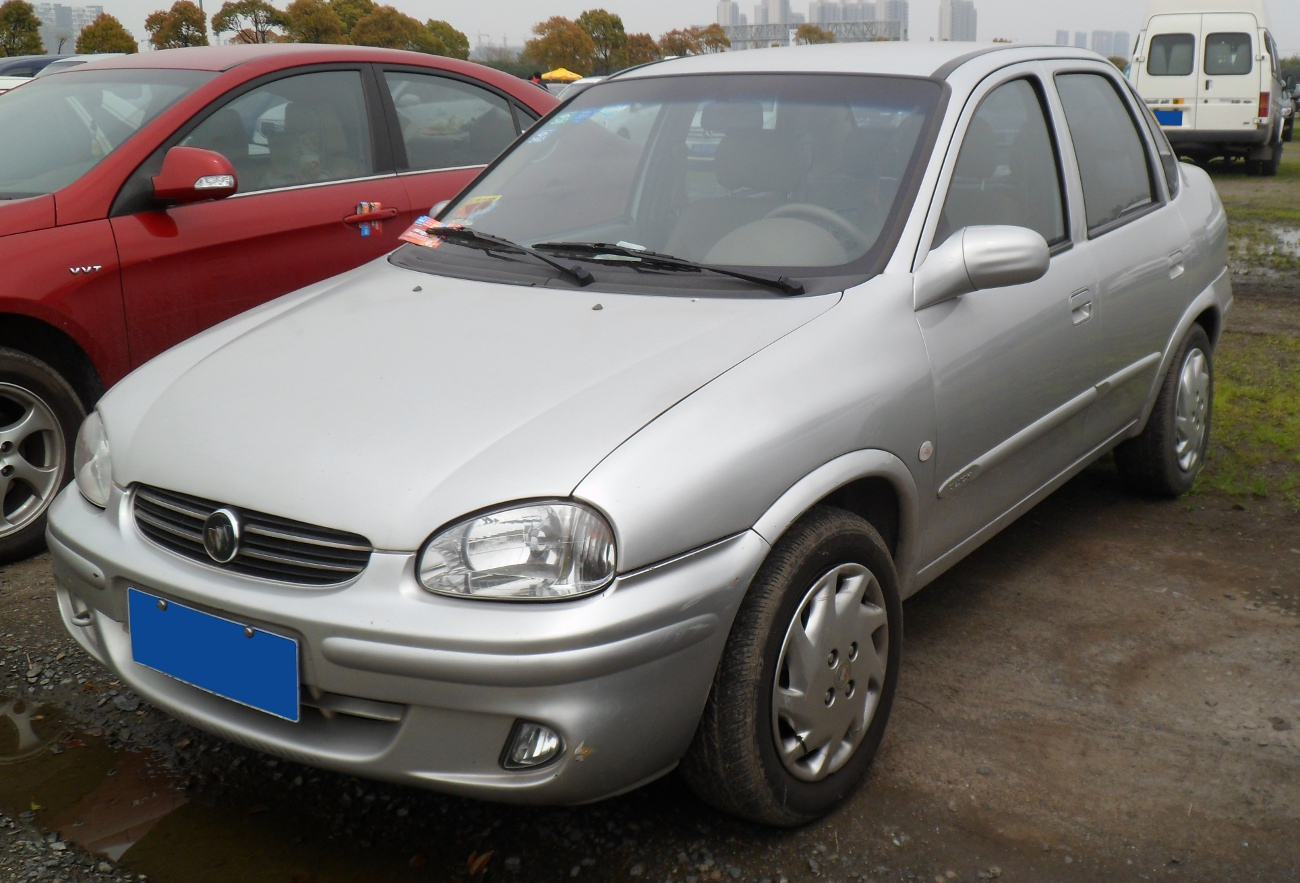
Buick Sail 4 portes
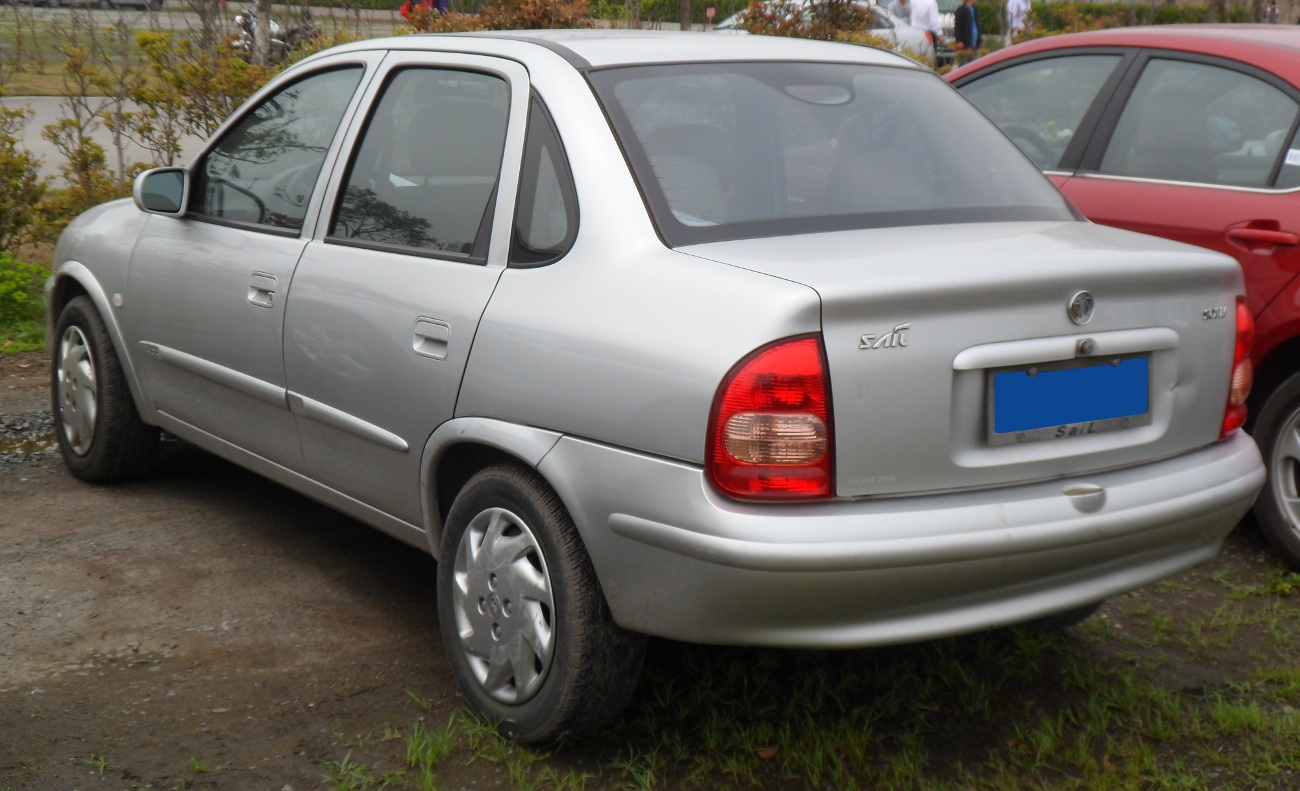
Buick Sail 4 portes
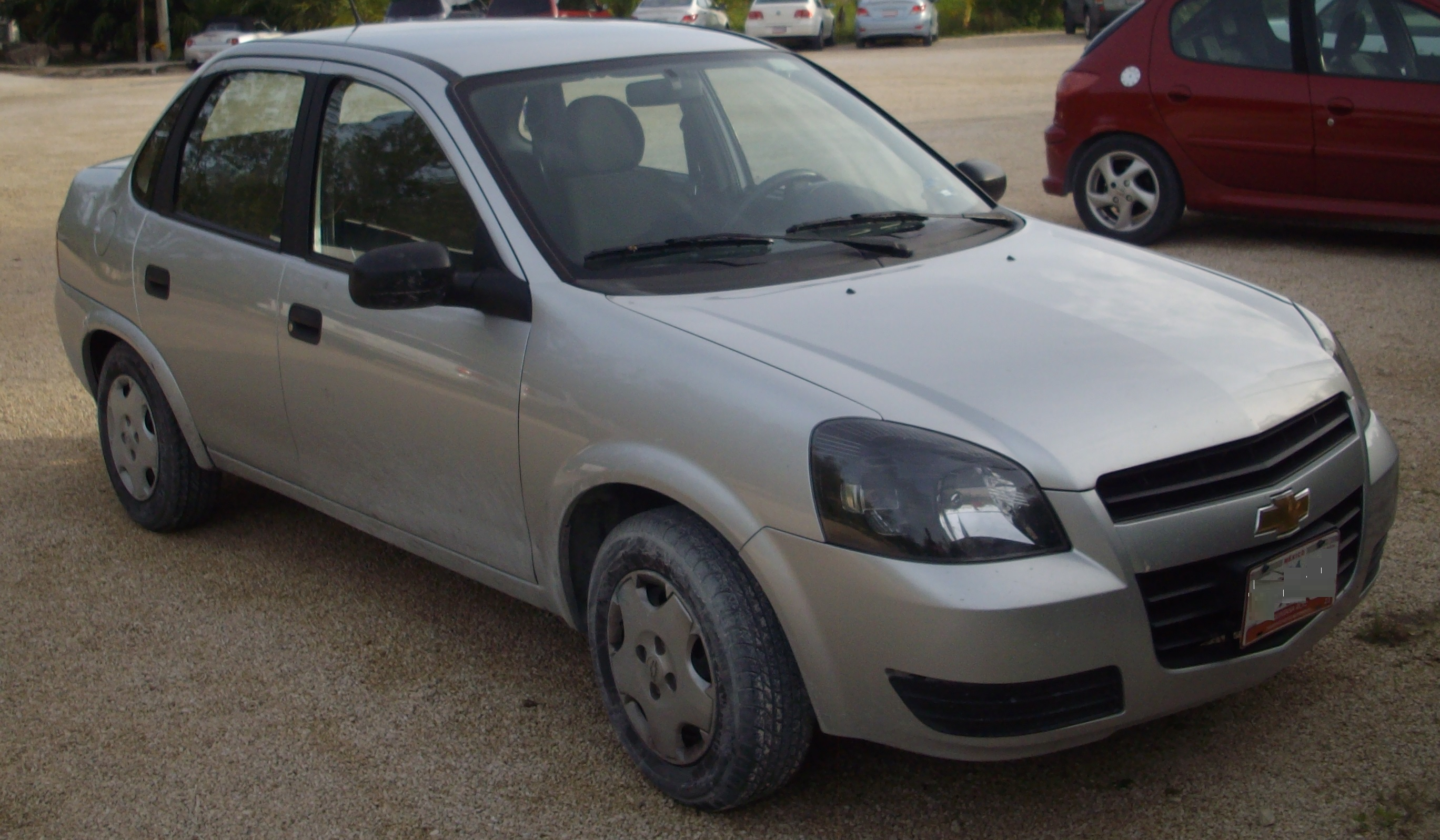
Chevrolet Chevy 4 portes
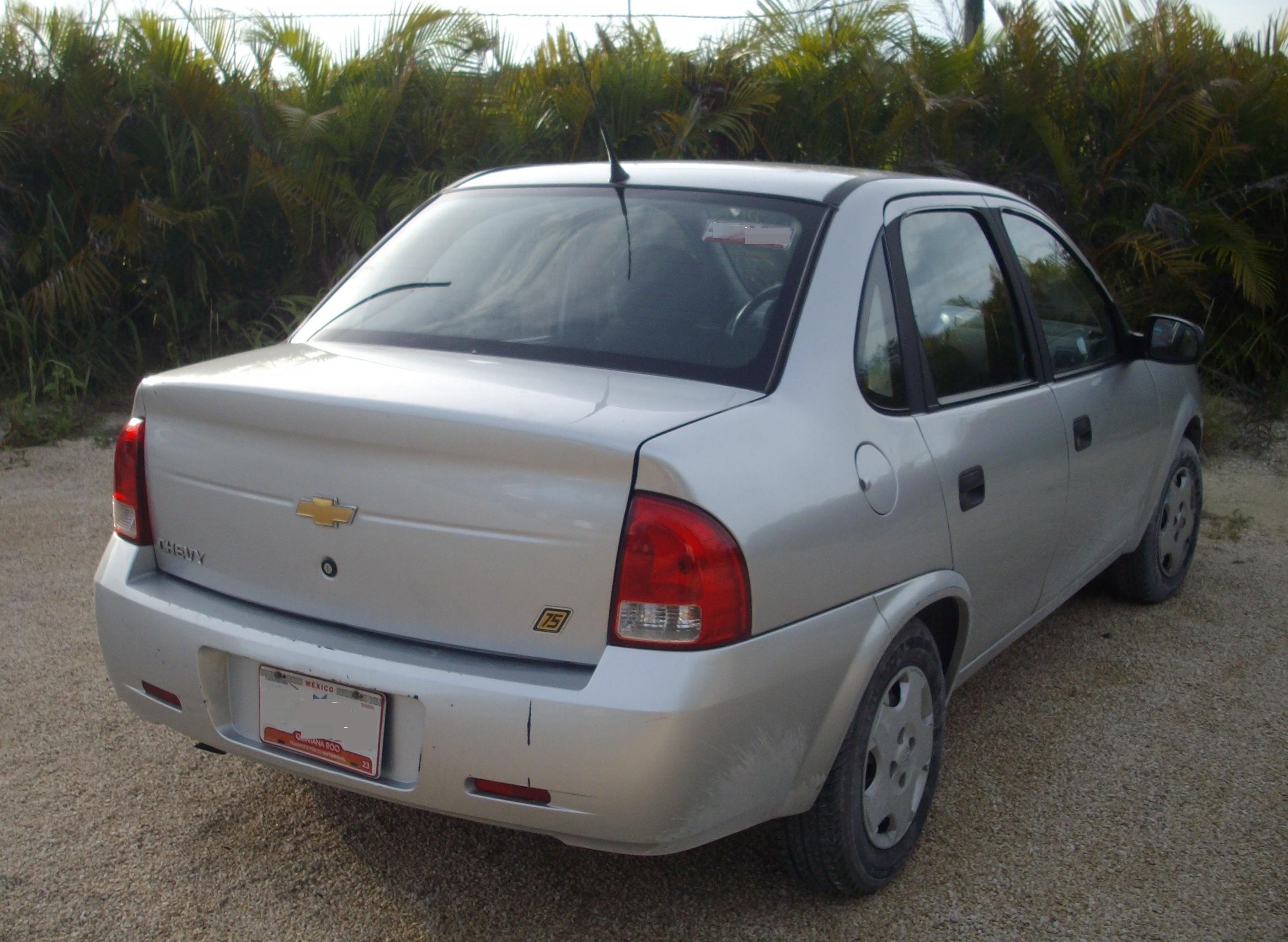
Chevrolet Chevy 4 portes
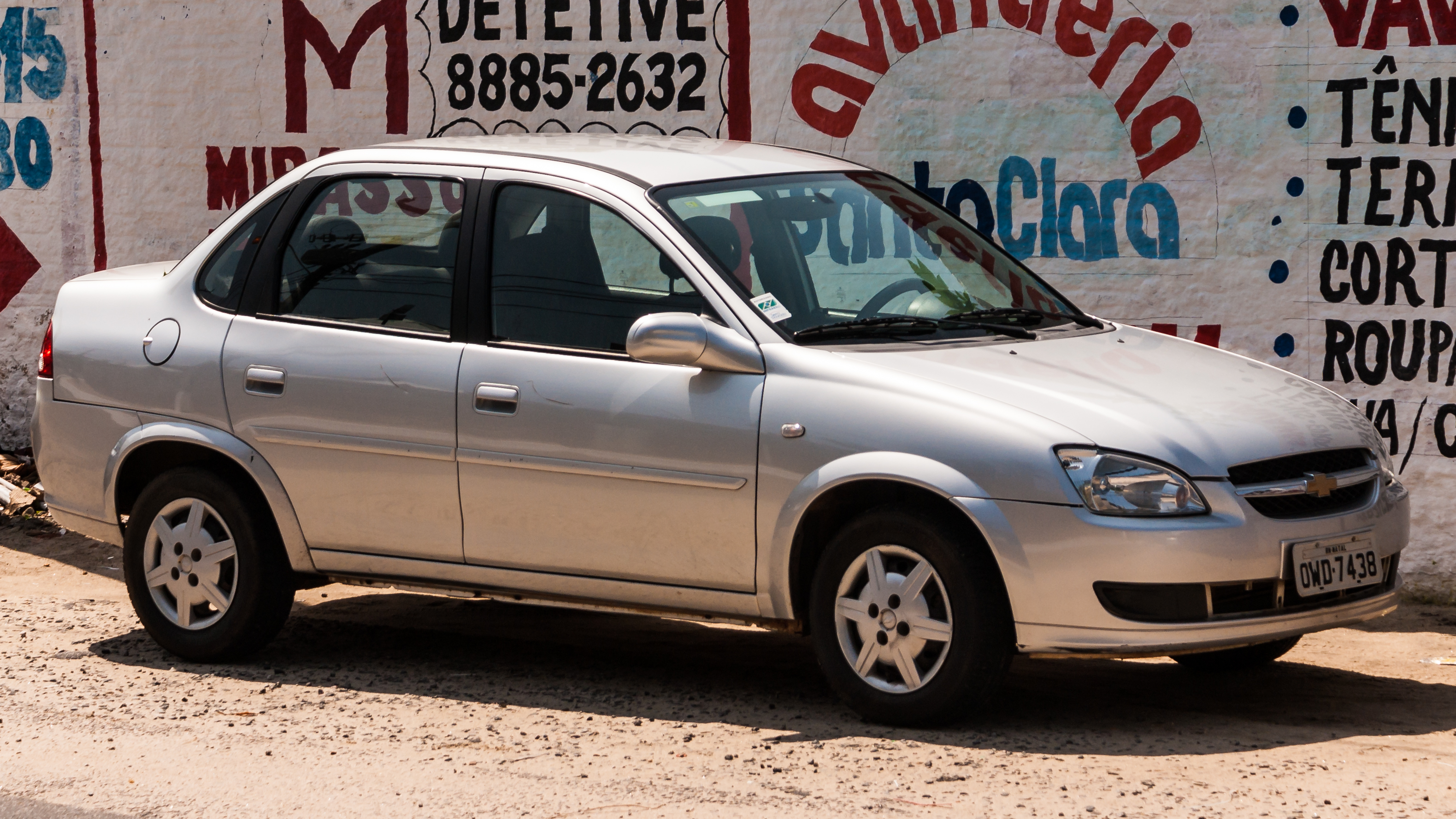
Chevrolet Classic 4 portes
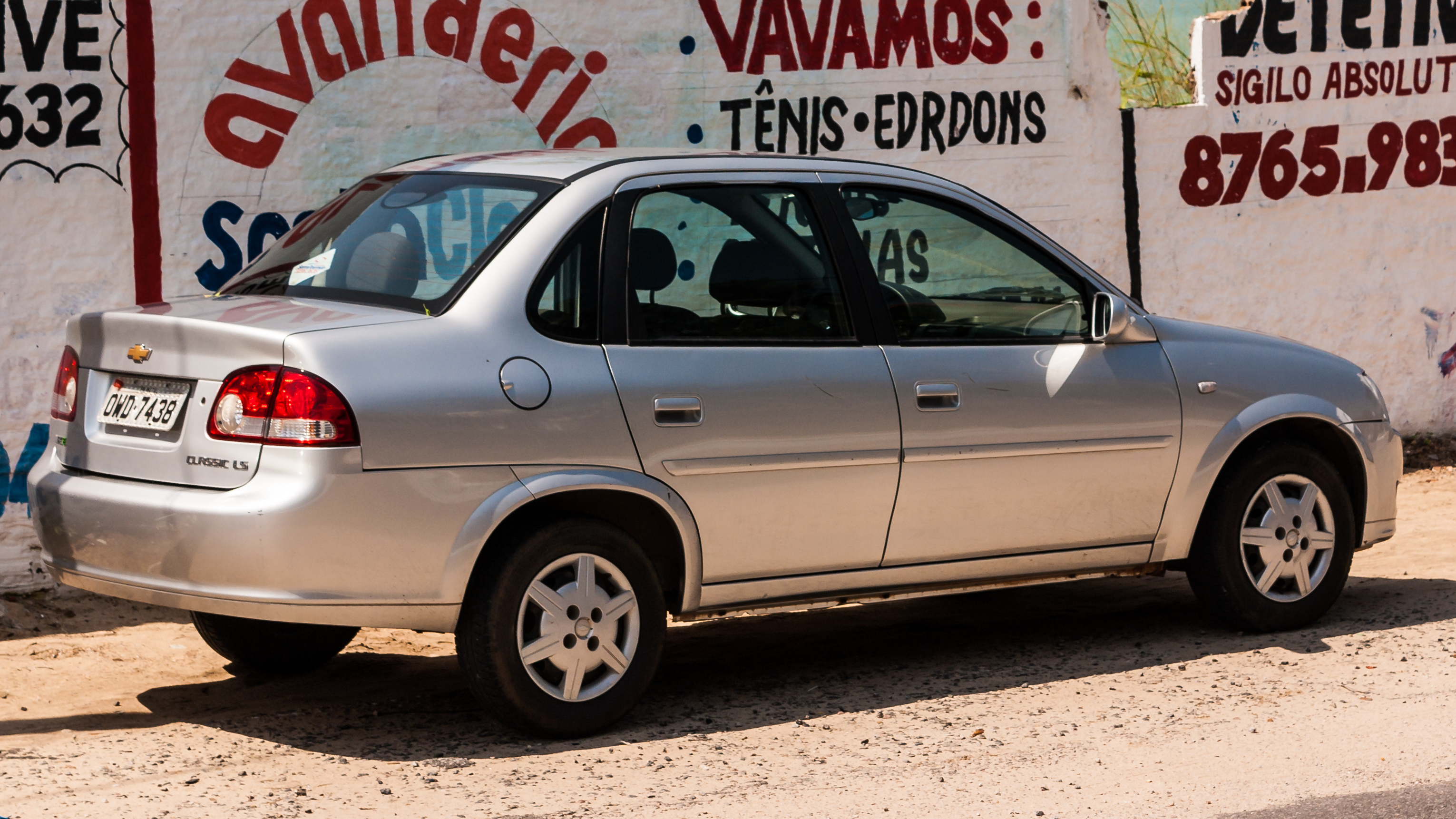
Chevrolet Classic 4 portes
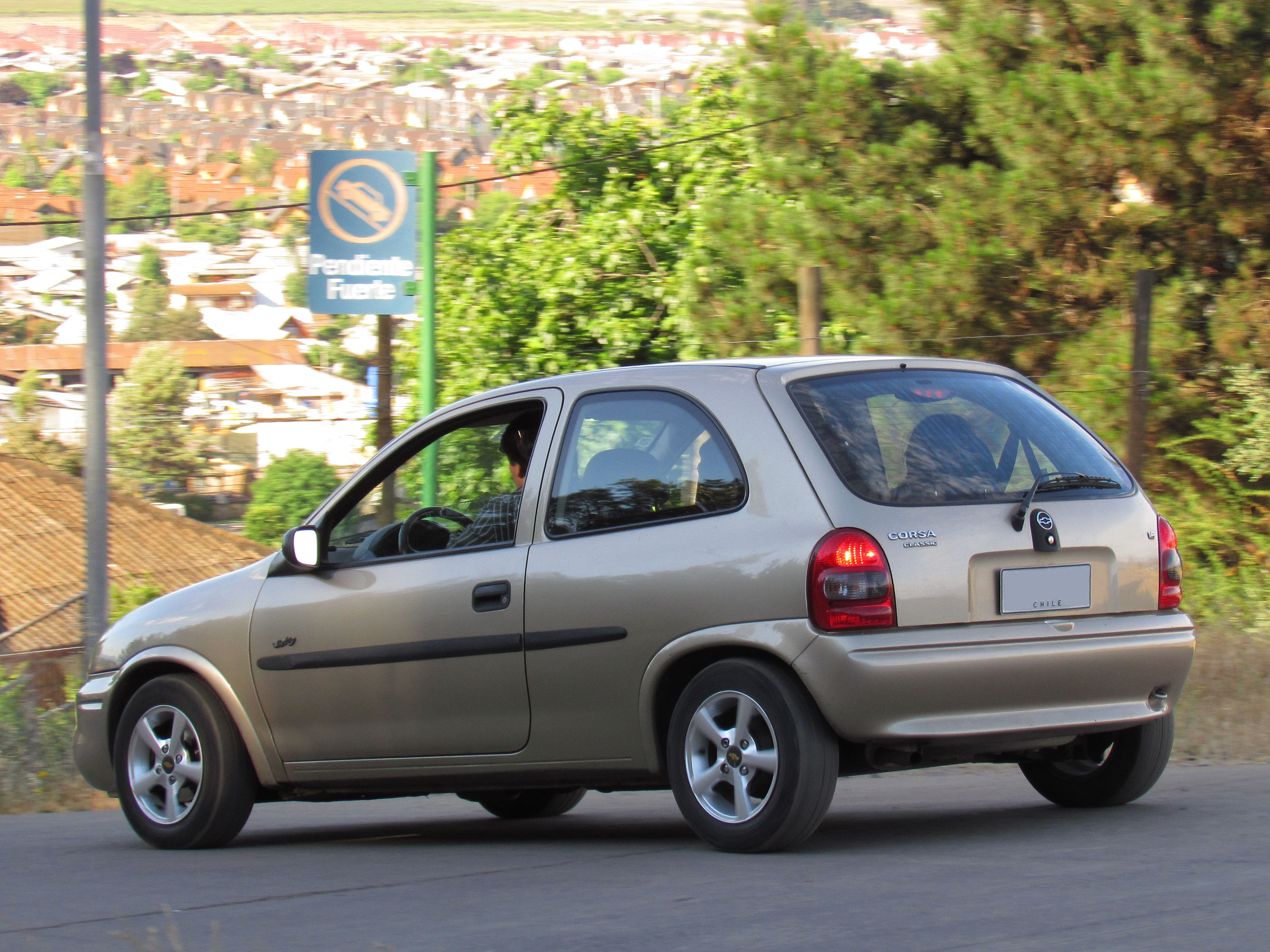
Chevrolet Corsa Classic 3 portes
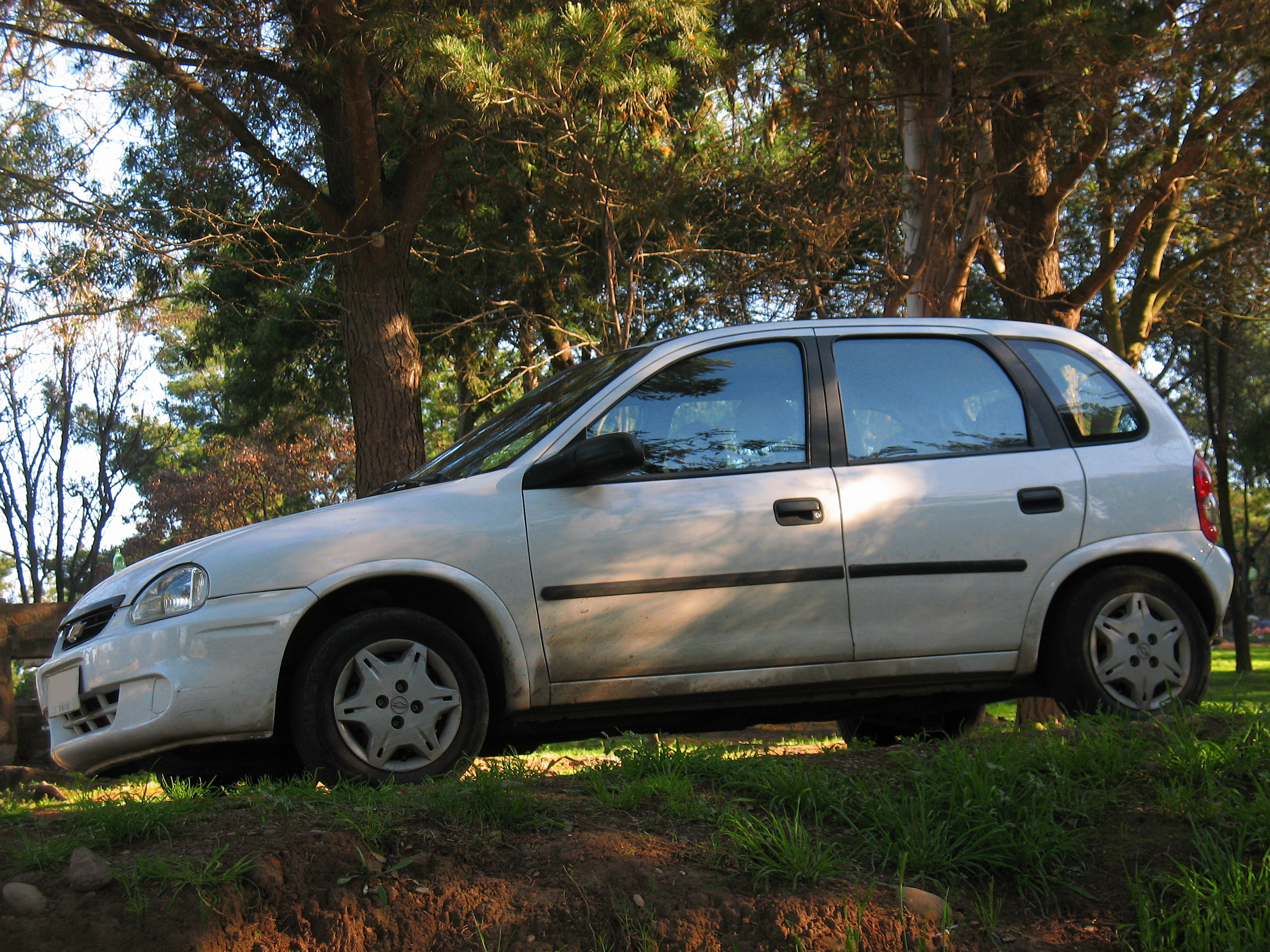
Chevrolet Corsa 5 portes
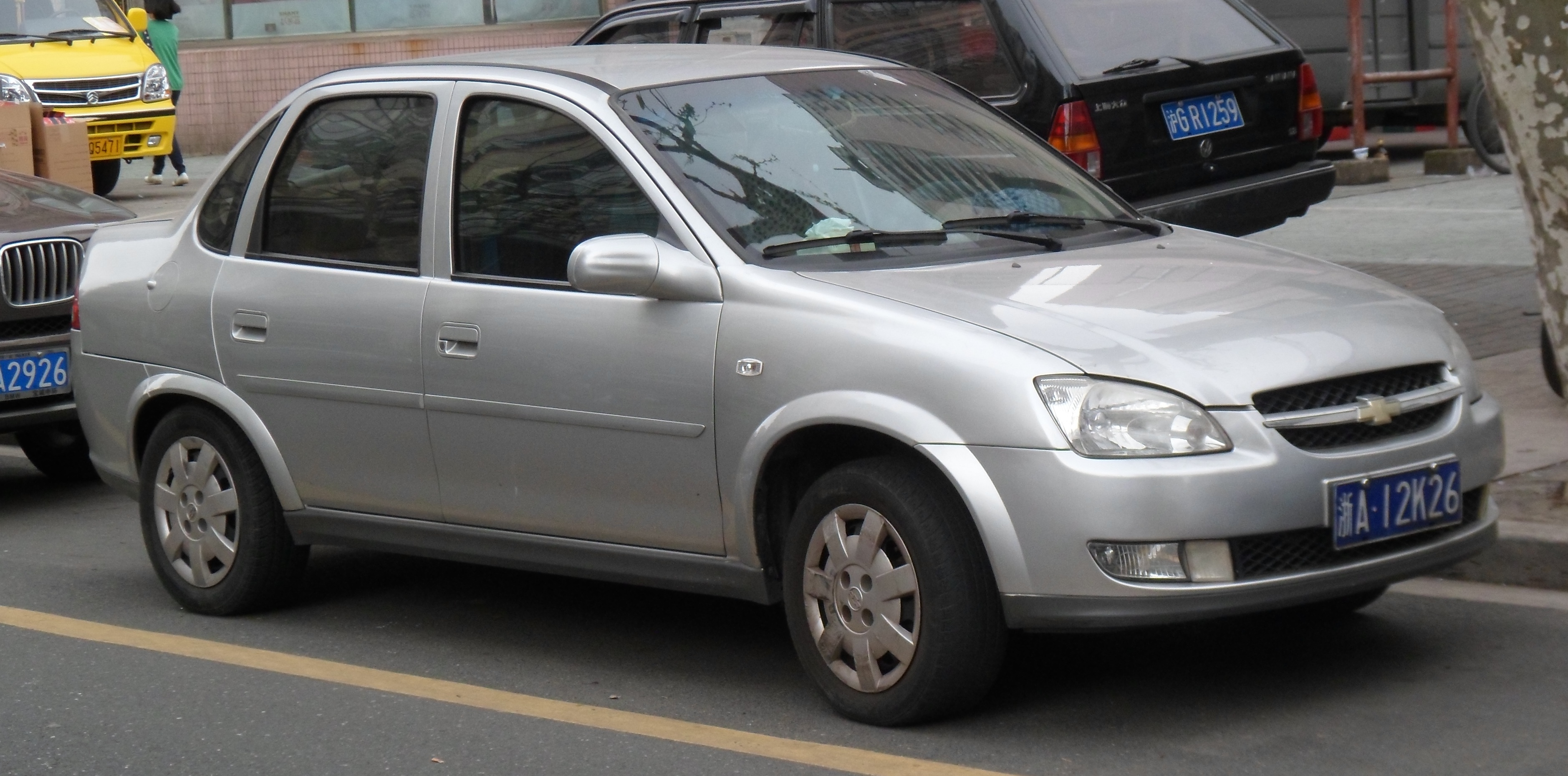
Chevrolet Sail I
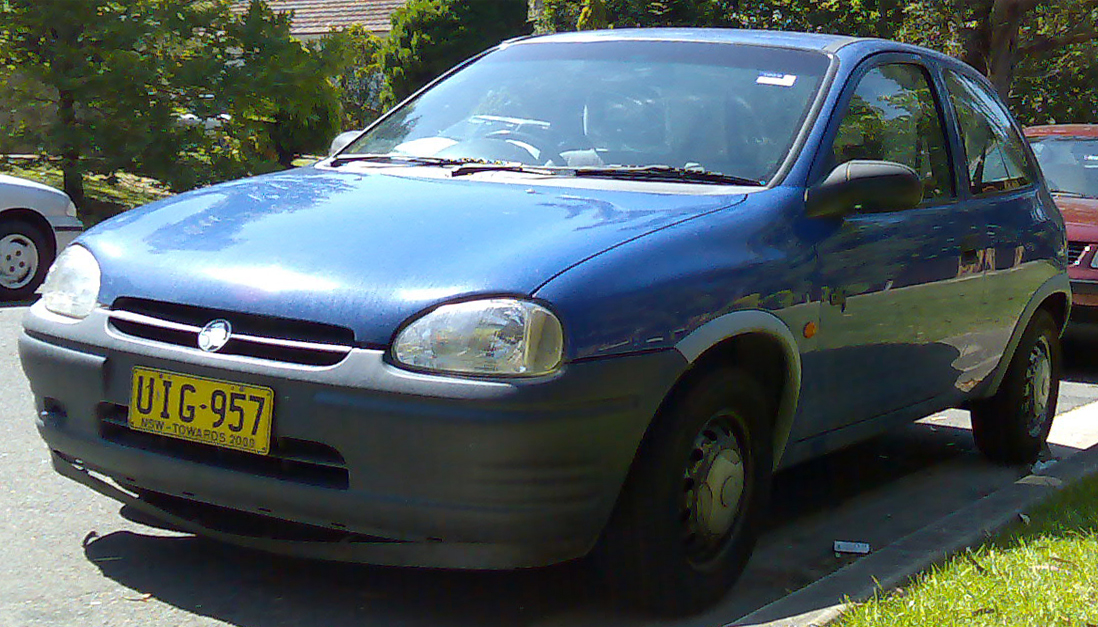
Holden Barina (SB)
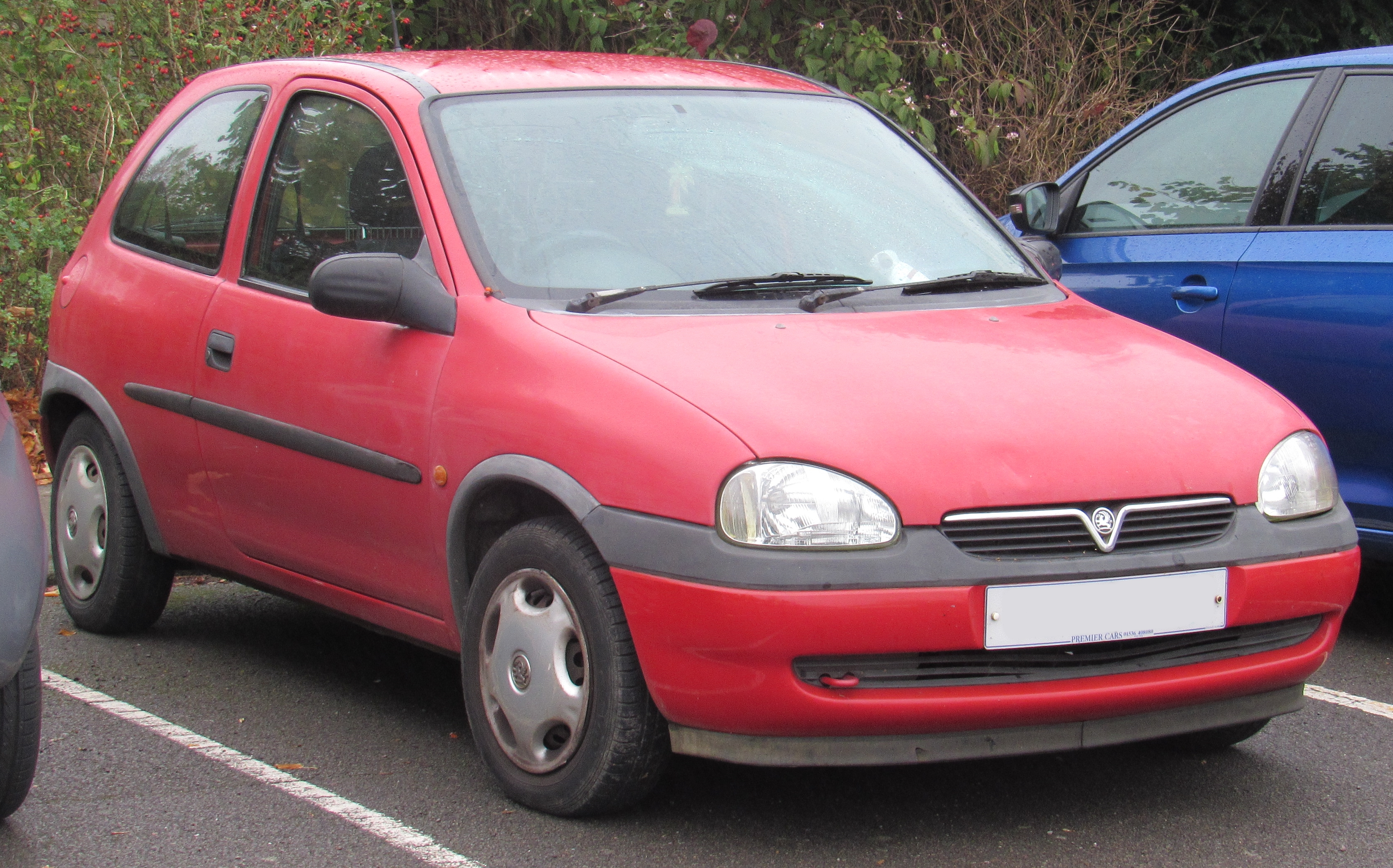
Vauxhall Corsa B 3 portes